# 청년 마르크스 (영화)
《청년 마르크스》(Le jeune Karl Marx, The Young Karl Marx)는 독일에서 제작된 라울 펙 감독의 2017년 드라마 영화이다. 오거스트 딜 등이 주연으로 출연하였고 니콜라스 블랑 등이 제작에 참여하였다. 제67회 베를린 국제영화제에서 2017년 2월 9일부터 19일까지 상영되었다.

## 출연
- 아우구스트 딜: 카를 마르크스 역
- 슈테판 코나르스케: 프리드리히 엥겔스 역
- 비키 크립스: 예니 폰 베스트팔렌 역
- 올리비에 구르메: 피에르조제프 프루동 역
- 해나 스틸: 메리 번스 역
- 알렉산데르 셰어: 빌헬름 바이틀링 역
- 한스우베 바우어: 아르놀트 루게 역
- 미하엘 브란트너: 요제프 몰 역
- 이반 프라넥: 미하일 바쿠닌 역
- 피터 베네딕트: 엥겔스 아버지 역
- 닐스브루노 슈미트: 카를 그륀 역
- 마리 마인첸바흐: 렌헨 델무트 역
- 에리크 고동: 십장 역
- 스티븐 호건: 토머스 네일러 역
- 롤프 카니스: 모세 헤스 역
- 울리히 브란트호프: 헤르만 크리게 역
- 애너벨 루이스턴: 리지 번스 역
- 헤닝 페커: 막스 슈티르너 역
- 모리츠 퓌르만: 브루노 바우어 역
- 위르겐 리스만: 하인리히 바우어 역

## 기타
- 공동제작: 베니 드레흐셀
- 공동제작: 패트릭 퀴넷
- 협력프로듀서: 필립 로기
- 미술: 비노잇 바로우
- 미술: 크리스토프 쿠존
- 세트: 프레드릭 델루
- 세트: 넬레 요르단
- 시각효과: 필립 프레르
- 의상: 폴레 맨게놋
- 배역: 실비 브로쉐레
- 배역: 크리스틴 딜러